# 7 Pomorska Brygada Obrony Terytorialnej

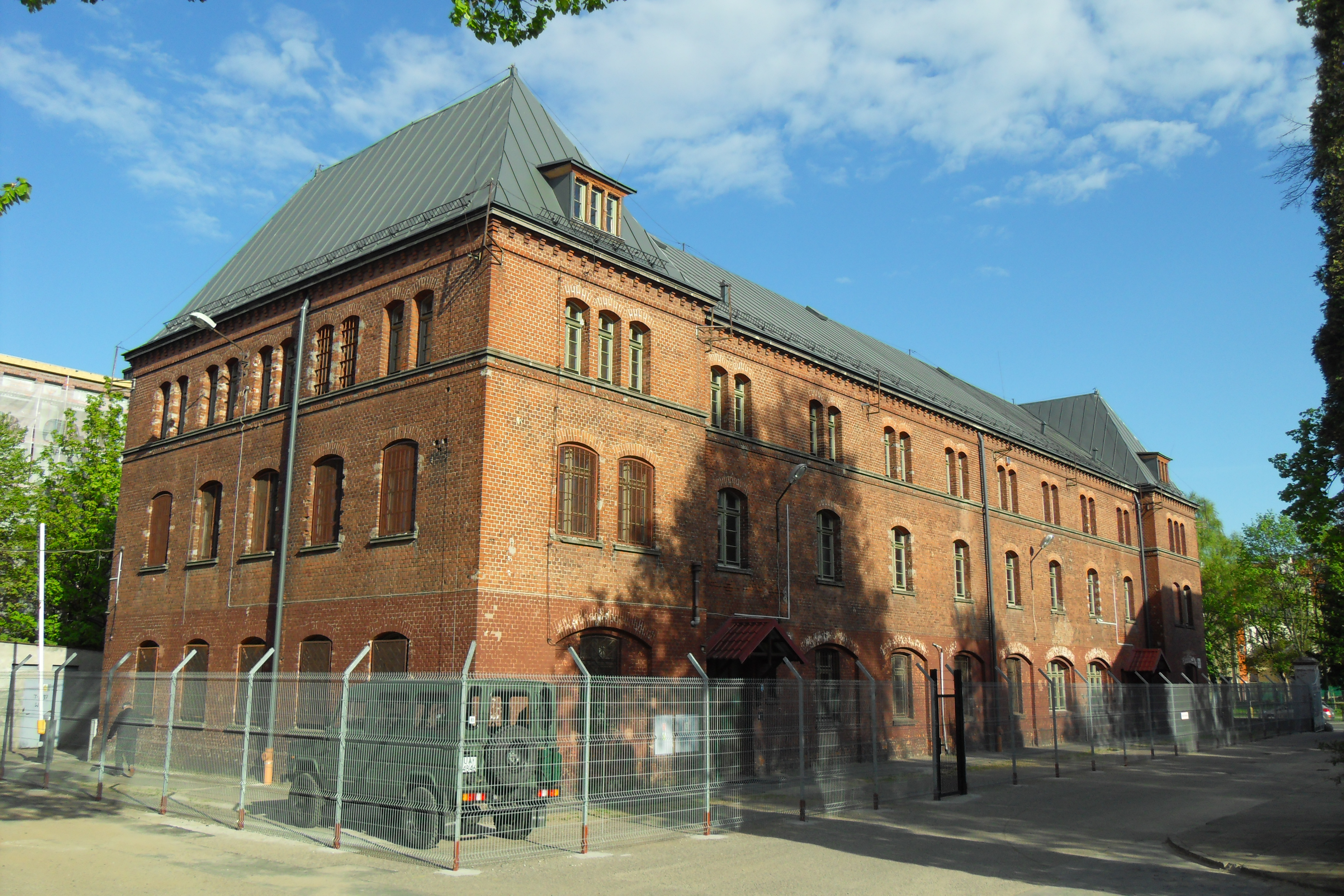
Siedziba dowództwa w Gdańsku-Wrzeszczu

7 Pomorska Brygada Obrony Terytorialnej im. kpt. mar. Adama Dedio (7 PBOT) – związek taktyczny Wojsk Obrony Terytorialnej Wojska Polskiego, z siedzibą dowództwa w Gdańsku-Wrzeszczu przy ul. Słowackiego 5. Do końca 2018 stan kadrowy jednostki ma sięgnąć 400 osób. 22 lutego 2019 roku, decyzją Ministra Obrony Narodowej, 7 Pomorska Brygada Obrony terytorialnej otrzymała imię kpt. mar. Adama Dedio.

## Struktura organizacyjna
Struktura:
- Dowództwo brygady – Gdańsk
- 7 kompania dowodzenia – Gdynia
- 7 kompania logistyczna – Gdynia
- 7 kompania saperów – Pruszcz Gdański
- 7 kompania szkolna – Pruszcz Gdański
- 7 kompania wsparcia (w trakcie formowania)
- 7 Zespół zabezpieczenia medycznego – Pruszcz Gdański
- 71 batalion lekkiej piechoty – Malbork
- 72 batalion lekkiej piechoty – Kościerzyna
- 73 batalion lekkiej piechoty – Słupsk

Insygnia
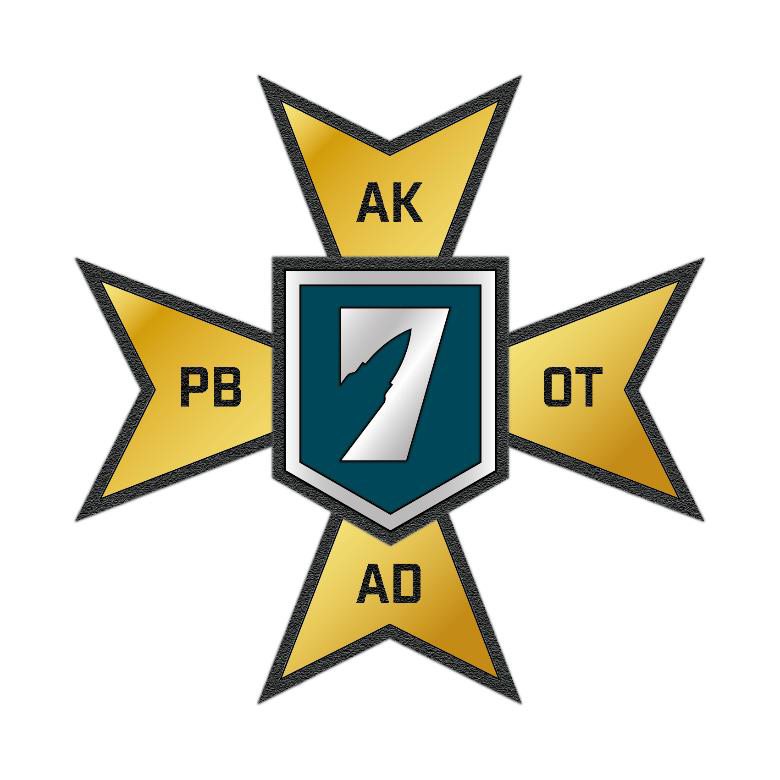
Odznaka pamiątkowa
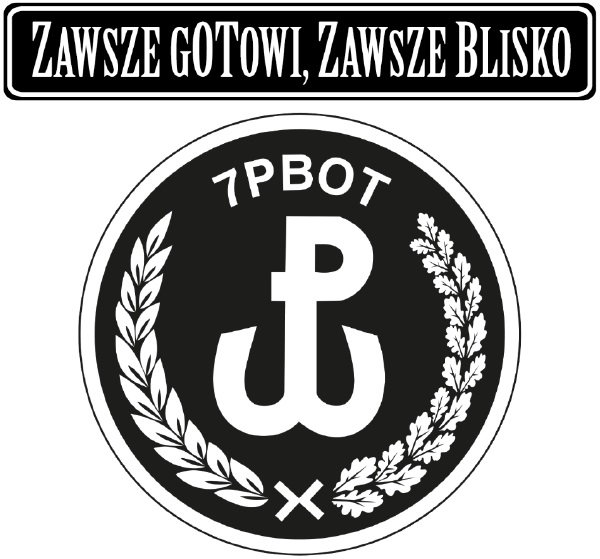
Oznaka rozpoznawcza na mundur wyjściowy
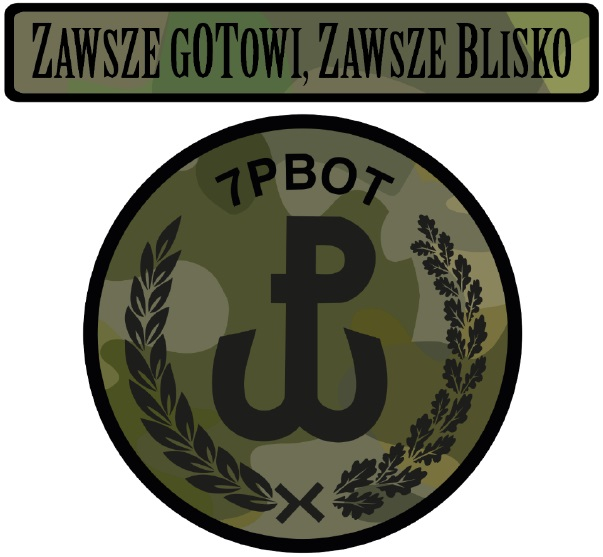
Oznaka rozpoznawcza na mundur polowy

## Dowódcy brygady
- kmdr Tomasz Laskowski (2018–)[2]